# Protocole d'Ankara
Le protocole d'Ankara ou protocole additionnel à l'accord établissant une association entre la Communauté économique européenne et la Turquie à la suite de l'élargissement de l'Union européenne, signé le 29 juillet 2005 s'inscrit dans le prolongement de l'accord d'Ankara, instituant un accord d'association et d'ouverture des échanges entre la Turquie et la Communauté économique européenne.

## Situation
Le protocole a été ratifié par l'ensemble des 25 membres de l'Union européenne et la Turquie le 29 juillet 2005, étendant son accord d'union douanière datant de 1995. Ce faisant, la Turquie devait ouvrir ses frontières aux marchandises de la république de Chypre. En parallèle, le gouvernement turc publia une déclaration indiquant explicitement que cette signature ne constituait pas une « reconnaissance de Chypre ». En effet, les marchandises chypriotes entreraient librement en Turquie, mais les marchandises de la république turque de Chypre du nord ne pourraient rentrer dans l'Union européenne. 

## Conséquences
Cette décision conduisit l'Union européenne à geler, fin 2006, huit chapitres de la procédure d'adhésion de la Turquie à l'Union européenne et à pousser la Turquie à agir en faveur de la reconnaissance de la République chypriote et de la réunification de Chypre.
Le président turc en personne, Abdullah Gül, a appelé, dans la même mouvance que l'ONU, les dirigeants chypriotes à trouver un accord autour de la division de l'île avant la fin de l'année ; et hypothétiquement, à un nouveau référendum,